# ホンダカーズ東海
株式会社ホンダカーズ東海（英: Honda Cars Tokai Co.,Ltd. ）は、愛知県東海市に本社を置き、Honda Cars店を展開するホンダ系自動車ディーラー。

## 概要
1983年（昭和58年）3月にホンダベルノ東海として創業。翌4月に本田技研工業とベルノ店取引基本契約を締結し東海店を開設。2003年（平成15年）4月に持株会社化しVTホールディングスに商号を変更、新設分割会社として新たにホンダベルノ東海を設立した。2006年（平成18年）8月にはホンダプリモ東海を吸収合併し、ホンダカーズ東海に商号を変更した。

## 沿革
新設分割以前の沿革についてはVTホールディングスを参照のこと。
- 2003年（平成15年）4月 - 株式会社ホンダベルノ東海が持株会社化しVTホールディングス株式会社に商号を変更。新設分割会社として「株式会社ホンダベルノ東海」が設立。
- 2006年（平成18年）8月 - 株式会社ホンダベルノ東海を存続会社とし、株式会社ホンダプリモ東海を吸収合併。同時に「株式会社ホンダカーズ東海」に商号を変更。
- 2018年（平成30年）3月30日 - 岐阜県大垣市の自動車用プレス金型および部品などを製造販売する企業「丸順」の子会社「株式会社ホンダ四輪販売丸順」の株式のうち34%を取得し、持分法適用関連会社化[4]。
- 2021年（令和3年）
  - 1月4日 - 持分法適用関連会社である株式会社ホンダ四輪販売丸順の株式のうち32%を追加取得し、連結子会社化[4]。
  - 4月1日 - 株式会社富士モーター商会が運営するホンダカーズ津島神尾店（現・ホンダカーズ東海 津島神尾店）および有限会社大兵自動車が運営するホンダカーズ津島西 古川店（現・ホンダカーズ東海 津島古川店）の事業譲受[5][6]。
  - 10月8日 - 株式会社ホンダ四輪販売丸順にて、簡易株式交換により創業家保有の残り全株34%を取得し完全子会社化。
- 2022年（令和4年）4月1日 - 株式会社ホンダ四輪販売丸順を吸収合併。同社が運営していた大垣市エリアの店舗の屋号が「ホンダカーズ大垣」から「ホンダカーズ岐阜中央」に変更になる。
- 2023年（令和5年）7月1日 - 田中車輌株式会社より「ホンダカーズ岐阜東 岐阜東バイパス店」の全事業を譲受（予定）[7]。

## 店舗
- Honda Cars 東海 - 愛知県内に17店舗
- Honda Cars 岐阜中央 - 岐阜県内に7店舗
- ホンダオートテラス - 愛知県内に2店舗
- honda Cars 大垣 −岐阜県内に4店舗

## モータースポーツ活動

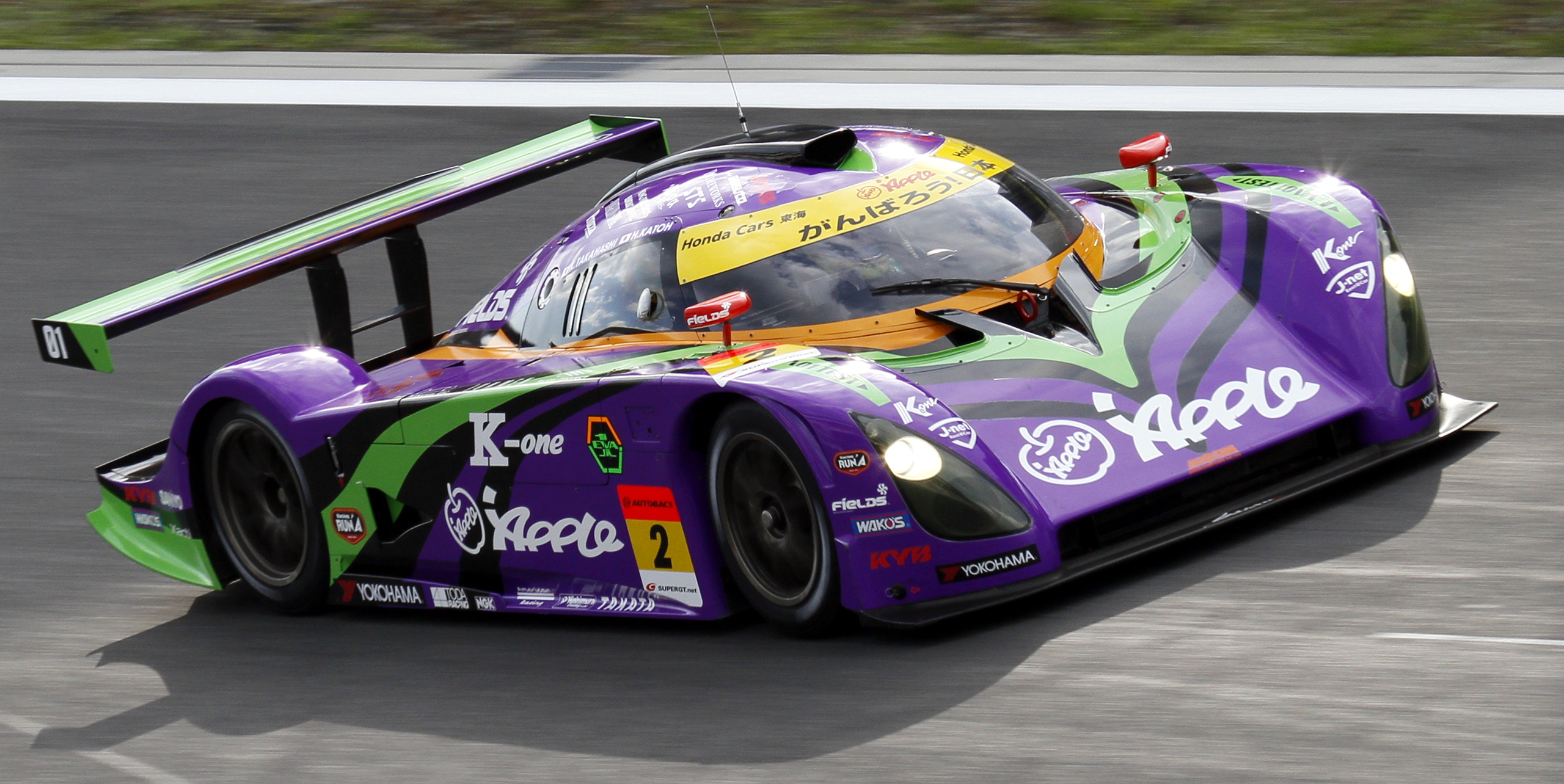
2011年度参戦車両

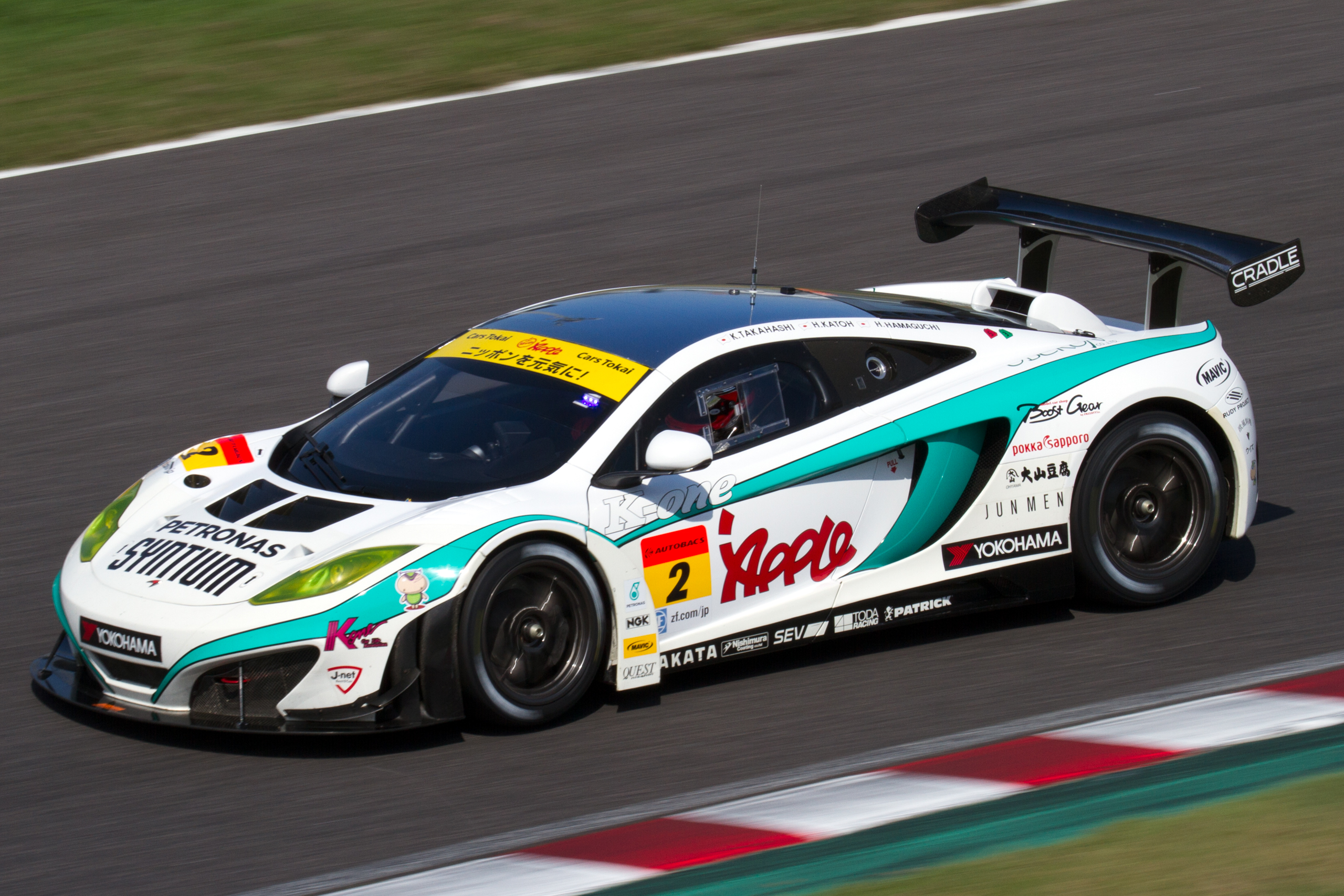
2014年度参戦車両

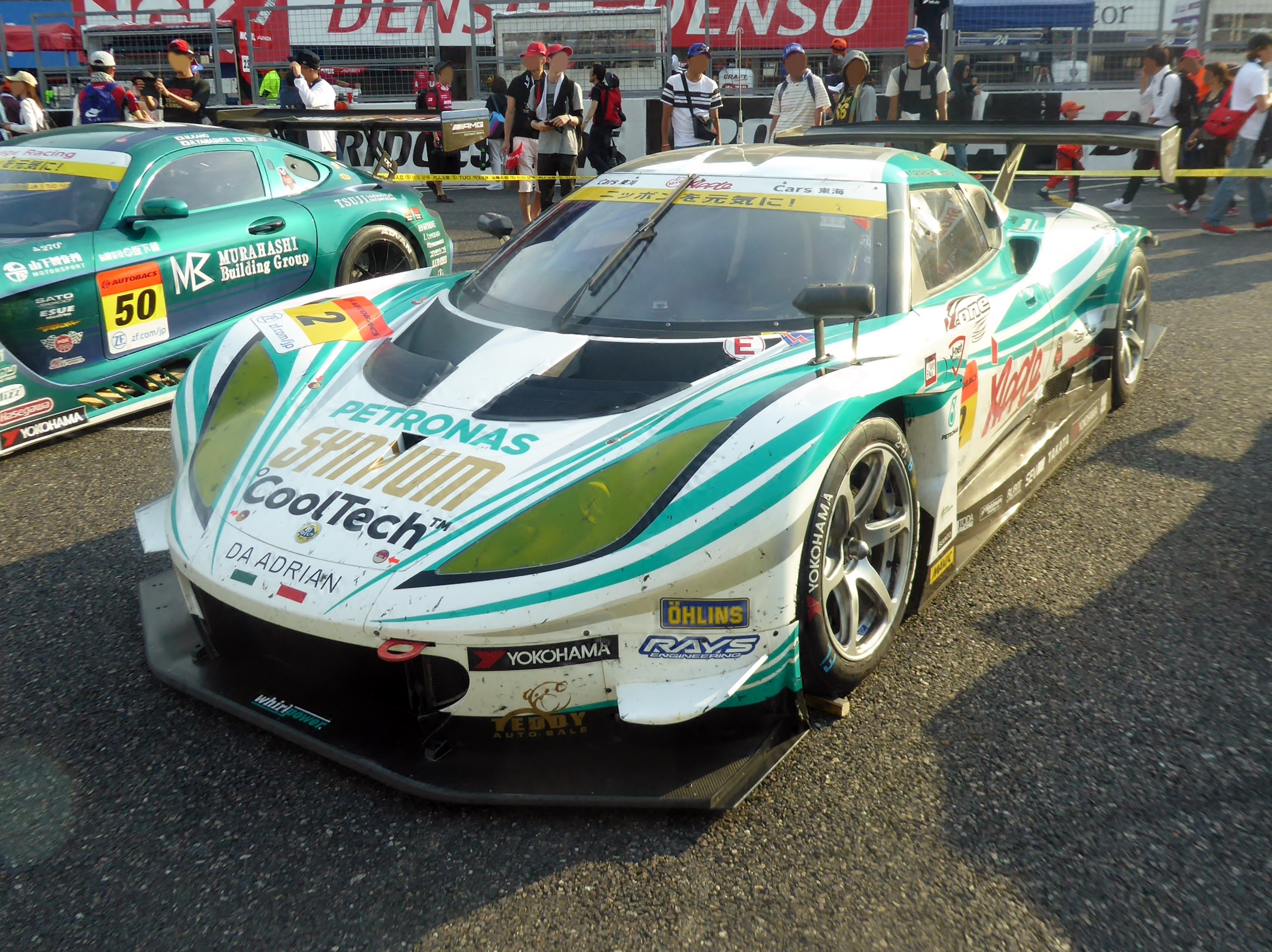
2019年度参戦車両

2001年8月開催の、ポッカインターナショナル1000km耐久レースにホンダ・NSXを用い、「ドリーム28・アメリカンレーシング・NSX」のチーム名でレース初参加。その後、全日本GT選手権にもGT300クラスで第5戦、第6戦にスポット参戦。
2002年からは引き続きNSXを用い、「ベルノ東海ドリーム28」としてGT選手権にGT300クラスでフル参戦。
SUPER GTに名が改められた2005年にはVEMAC・RD320Rに車両変更。
2006年より紫電に車両変更。第5戦（スポーツランドSUGO）にて3位で初表彰台、続く第8戦（オートポリス）で初優勝を飾るも、この年はRE雨宮レーシングの山野哲也・井入宏之組と同ポイント(2位入賞回数の差)のドライバーランキング2位、チームランキング3位でシーズンを終える。
エントラント名が「カーズ東海ドリーム28」と変わった2007年には、全9戦中1勝ながらも2、3位を各2回記録するなど安定した成績でチームランキング1位でタイトル獲得。ドライバーランキングはaprの大嶋和也・石浦宏明組と同得点ながらも、勝利数の差（1勝対2勝）でランキング2位に終わる。
2008年以降はランキング4 - 6位という安定した成績を残している。
2011年にはエヴァンゲリオンレーシングとタイアップ、初号機のカラーリングが施されてマシンで参戦している。
2012年の特別戦・富士スプリントカップで加藤寛規が2位表彰台を果たした。このレースが紫電のラストランであったため、表彰台という形でラストランを有終の美で飾った。
2013年はマクラーレン・MP4-12Cに車両変更する。特別戦・富士スプリントカップで加藤寛規が優勝を果たした。
2014年も前年と同様の体制だがエヴァンゲリオンレーシングとのタイアップを前年限り終了で終了し、ペトロナス・シンティアムとのタイアップとなった。
2015年はムーンクラフトが製作したマザーシャシー仕様のロータス・エヴォーラ（SGT-EVORA）に車両変更する。
2020年の第2戦で、2010年の第5戦以来10年ぶりの優勝を果たした。
高橋一穂オーナーが2019年末に引退を発表した後も、1年限り（2020年シーズン）のチーム存続が許され、2020年シーズンを戦いつつ新たなスポンサーを探していたが、新型コロナウイルスの影響を受け、スポンサーが見つからず、一時はチームの活動休止も考えていた。しかし、その直後にトヨタのディーラーであるADVICS muta Racing INGING（トヨタカローラ山口）から連絡を受け、わずか1時間のミーティングでADVICS muta Racing INGINGとともに、「muta Racing INGING」と名前を変え、2021年シーズンを戦うことが決まり、2021年1月15日に発表された。
なお2001年の参戦当初よりチーム名に「ホンダ」の名称を用いていない。2004年まではホンダ車であるNSXで参戦していたが、2005年以降はホンダ車以外の車種を使用している。
2020年シーズンまでのチーム名の「ドリーム28」とは、参戦当初に監督に立てた人物が会長を務めたNSXオーナーズクラブの名称。ホンダのスポーツカーであるSシリーズが登場してから28年後にNSXが発表された事に因んで、『28年後に夢が叶った』という意味が込められている。車両がNSXでなくなってもそのままだったのは、外すと事務手続き上新規エントラントと見なされてしまうため。
カーナンバーは参戦以来、公式プログラムやエントリーリストで（チャンピオンナンバーの「0」は別として）最初に紹介されて目立つという理由で「2」を使い続けている（高橋は「1」を希望していた）。元はニスモが2000年まで使用していた番号。INGINGとのジョイント後も引き継がれた。

### 全日本GT選手権
※参戦クラスは全てGT300
| 年度   | No. | 使用マシン  | マシン名                                                                                         | ドライバー       | 獲得ポイント | ランキング |
| ------ | --- | ----------- | ------------------------------------------------------------------------------------------------ | ---------------- | ------------ | ---------- |
| 2001年 | 2   | ホンダ・NSX | ドリーム28NSXアメリカンR（第5戦のみ）                                                            | 高橋一穂／木村博 | 0pt          | - 位       |
| 2001年 | 2   | ホンダ・NSX | ベルノ東海ARドリーム28NSX（第6戦のみ）                                                           | 高橋一穂／渡辺明 | 0pt          | - 位       |
| 2002年 | 2   | ホンダ・NSX | ベルノ東海ARドリーム28NSX（初戦のみ） BOSSベルノ東海AR・NSX（第2戦以降）                         | 高橋一穂／渡辺明 | 22pts        | 16位       |
| 2003年 | 2   | ホンダ・NSX | リニューカー･ベルノ東海NSX（第3戦まで） リニューカー・インターリンク・ベルノ東海NSX（第4戦以降） | 高橋一穂／渡辺明 | 22pts        | 14位       |
| 2004年 | 2   | ホンダ・NSX | プリヴェチューリッヒ・クムホ・NSX                                                                | 高橋一穂／渡辺明 | 0pt          | NC         |

### SUPER GT
※参戦クラスは全てGT300
| 年度   | No. | 使用マシン                      | マシン名                                                                                  | ドライバー                                           | 獲得ポイント | ランキング |
| ------ | --- | ------------------------------- | ----------------------------------------------------------------------------------------- | ---------------------------------------------------- | ------------ | ---------- |
| 2005年 | 2   | ヴィーマック・RD320R            | プリヴェチューリッヒ・アップルRD320R                                                      | 高橋一穂／渡辺明                                     | 12pts        | 14位       |
| 2006年 | 2   | ムーンクラフト・紫電            | プリヴェチューリッヒ・アップル・紫電（第5戦まで） プリヴェチューリッヒ・紫電（第6戦以降） | 高橋一穂／加藤寛規                                   | 86pts        | 2位        |
| 2007年 | 2   | ムーンクラフト・紫電            | プリヴェKENZOアセット・紫電                                                               | 高橋一穂／加藤寛規                                   | 89pts        | 2位        |
| 2008年 | 2   | ムーンクラフト・紫電            | プリヴェKENZOアセット・紫電                                                               | 高橋一穂／加藤寛規                                   | 68pts        | 4位        |
| 2009年 | 2   | ムーンクラフト・紫電            | プリヴェ・アップル・紫電（第4戦まで） アップル・K-one・紫電（第5戦以降）                  | 高橋一穂（初戦のみ）→吉本大樹（第2戦以降）／加藤寛規 | 63pts        | 6位        |
| 2010年 | 2   | ムーンクラフト・紫電            | アップル・K-one・紫電                                                                     | 加藤寛規／濱口弘                                     | 50pts        | 4位        |
| 2011年 | 2   | ムーンクラフト・紫電            | エヴァンゲリオンRT初号機アップル紫電                                                      | 高橋一穂／加藤寛規                                   | 32pts        | 10位       |
| 2012年 | 2   | ムーンクラフト・紫電            | エヴァンゲリオンRT初号機アップル紫電 EVANGELION RT TEST-01 PETRONAS Shiden（Rd.3のみ）    | 高橋一穂／加藤寛規／濱口弘(Rd.5)                     | 25pts        | 11位       |
| 2013年 | 2   | マクラーレン・MP4-12C           | エヴァRT初号機アップルMP4-12C エヴァRT初号機ペトロナスMP4-12C（Rd.3のみ）                 | 高橋一穂／加藤寛規／カルロ・ヴァン・ダム（Rd.5）     | 3pts         | 25位       |
| 2014年 | 2   | マクラーレン・MP4-12C           | シンティアム・アップル・MP4-12C                                                           | 高橋一穂／加藤寛規                                   | 4pts         | 33位       |
| 2015年 | 2   | ロータス・エヴォーラ(SGT-EVORA) | シンティアム ・アップル・ロータス                                                         | 高橋一穂／加藤寛規                                   | 5pts         | 24位       |
| 2016年 | 2   | ロータス・エヴォーラ(SGT-EVORA) | シンティアム ・アップル・ロータス                                                         | 高橋一穂／加藤寛規／牧野任祐（Rd.6）                 | 0pt          | NC         |
| 2017年 | 2   | ロータス・エヴォーラ(SGT-EVORA) | シンティアム ・アップル・ロータス                                                         | 高橋一穂／加藤寛規                                   | 0pt          | NC         |
| 2018年 | 2   | ロータス・エヴォーラ(SGT-EVORA) | シンティアム ・アップル・ロータス                                                         | 高橋一穂／加藤寛規                                   | 0pt          | NC         |
| 2019年 | 2   | ロータス・エヴォーラ(SGT-EVORA) | シンティアム ・アップル・ロータス                                                         | 高橋一穂／加藤寛規／濱口弘(Rd.5)                     | 0pt          | NC         |
| 2020年 | 2   | ロータス・エヴォーラ(SGT-EVORA) | シンティアム ・アップル・ロータス                                                         | 加藤寛規／柳田真孝                                   | 31pt         | 10位       |